# Uppsala International 1992
Die Uppsala International 1992 im Badminton fanden vom 17. bis zum 20. September 1992 in Uppsala statt.

## Sieger und Platzierte
| Disziplin    | Gold                                  | Silber                          | Bronze                            |
| ------------ | ------------------------------------- | ------------------------------- | --------------------------------- |
| Herreneinzel | Patrik Andreasson                     | Jyri Aalto                      | Peter Bush                        |
| Herreneinzel | Patrik Andreasson                     | Jyri Aalto                      | Jesper Olsson                     |
| Dameneinzel  | Emma Edbom                            | Karolina Ericsson               | Ulrika Persson                    |
| Dameneinzel  | Emma Edbom                            | Karolina Ericsson               | Silvia Albrecht                   |
| Herrendoppel | Max Gandrup Christian Jakobsen        | Robert Larsson Rikard Magnusson | Anthony Bush Claus Thomsen        |
| Herrendoppel | Max Gandrup Christian Jakobsen        | Robert Larsson Rikard Magnusson | Jonas Herrgårdh Manfred Mellqvist |
| Damendoppel  | Marianne Rasmussen Anne Mette Bille   | Margit Borg Charlotta Wihlborg  | Karin Jensen Ulrika Persson       |
| Damendoppel  | Marianne Rasmussen Anne Mette Bille   | Margit Borg Charlotta Wihlborg  | Lotta Andersson Karolina Ericsson |
| Mixed        | Christian Jakobsen Marianne Rasmussen | Max Gandrup Astrid Crabo        | Mikael Rosén Charlotta Wihlborg   |
| Mixed        | Christian Jakobsen Marianne Rasmussen | Max Gandrup Astrid Crabo        | Paul Ottoson Karin Jensen         |